# Aubeberget
 (mars 2023).
Si vous disposez d'ouvrages ou d'articles de référence ou si vous connaissez des sites web de qualité traitant du thème abordé ici, merci de compléter l'article en donnant les références utiles à sa vérifiabilité et en les liant à la section « Notes et références ».
Aubeberget se situe dans l'arrondissement de Madla, commune de Stavanger. Le lieu est surtout connu pour ses gravures rupestres représentant des bateaux, des cercles et des coupes.
Les gravures rupestre d'Aubeberget ont été découvertes en 1959. Il y a 96 gravures entières sur trois endroits. Les figures sont peintes en rouge.